# BET Award for Best Actress
Der BET Award for Best Actress ist ein von Black Entertainment Television (BET) im Rahmen der BET Awards vergebener Filmpreis, der an die beste weibliche Schauspielerin vergeben wird. Am häufigsten, mit sechs Mal gewann die Taraji P. Henson, die auch die Nominierungen mit elf anführt.

## Liste der Gewinnerinnen und Nominierten

### 2000er
| Jahr               | Schauspielerin                                                                        | Film | Ref |
| ------------------ | ------------------------------------------------------------------------------------- | ---- | --- |
| 2001               |                                                                                       |      |     |
| Sanaa Lathan       | Love & Basketball                                                                     |      |     |
| Aaliyah            | Romeo Must Die                                                                        |      |     |
| Angela Bassett     | Boesman and Lena                                                                      |      |     |
| Regina King        | Einmal Himmel und zurück (Down to Earth)                                              |      |     |
| 2002               |                                                                                       |      |     |
| Halle Berry        | Monster’s Ball                                                                        |      |     |
| Aaliyah            | Königin der Verdammten (Queen of the Damned)                                          |      |     |
| Angela Bassett     | The Rosa Parks Story und The Score                                                    |      |     |
| Vivica A. Fox      | Boat Trip                                                                             |      |     |
| Jada Pinkett Smith | Ali                                                                                   |      |     |
| 2003               |                                                                                       |      |     |
| Queen Latifah      | Chicago                                                                               |      |     |
| Halle Berry        | James Bond 007 – Stirb an einem anderen Tag (Die Another Day)                         |      |     |
| Sanaa Lathan       | Brown Sugar                                                                           |      |     |
| Nicole Ari Parker  | Brown Sugar                                                                           |      |     |
| Gabrielle Union    | Born 2 Die (Cradle 2 the Grave)                                                       |      |     |
| 2004               |                                                                                       |      |     |
| Halle Berry        | X-Men 2 (X2)                                                                          |      |     |
| Beyoncé            | Fighting Temptations                                                                  |      |     |
| Vivica A. Fox      | Kill Bill Volume 1                                                                    |      |     |
| Sanaa Lathan       | Out of Time                                                                           |      |     |
| Gabrielle Union    | Bad Boys II                                                                           |      |     |
| 2005               |                                                                                       |      |     |
| Regina King        | Miss Undercover 2 – Fabelhaft und bewaffnet (Miss Congeniality 2: Armed & Fabulous)   |      |     |
| Halle Berry        | Catwoman                                                                              |      |     |
| Kimberly Elise     | Der Manchurian Kandidat (The Manchurian Candidate)                                    |      |     |
| Queen Latifah      | Beauty Shop                                                                           |      |     |
| Gabrielle Union    | Ein Werk Gottes (Something the Lord Made)                                             |      |     |
| 2006               |                                                                                       |      |     |
| Taraji P. Henson   | Hustle & Flow                                                                         |      |     |
| Tichina Arnold     | Alle hassen Chris (Everybody Hates Chris)                                             |      |     |
| Queen Latifah      | Noch einmal Ferien (Last Holiday)                                                     |      |     |
| Thandie Newton     | L.A. Crash (Crash)                                                                    |      |     |
| Alfre Woodard      | Desperate Housewives                                                                  |      |     |
| 2007               |                                                                                       |      |     |
| Jennifer Hudson    | Dreamgirls                                                                            |      |     |
| Tichina Arnold     | Alle hassen Chris (Everybody Hates Chris)                                             |      |     |
| Angela Bassett     | Akeelah ist die Größte (Akeelah and the Bee)                                          |      |     |
| Kerry Washington   | Der letzte König von Schottland – In den Fängen der Macht (The Last King of Scotland) |      |     |
| Chandra Wilson     | Grey’s Anatomy                                                                        |      |     |
| 2008               |                                                                                       |      |     |
| Halle Berry        | Verführung einer Fremden (Perfect Stranger)                                           |      |     |
| Angela Bassett     | Meet the Browns                                                                       |      |     |
| Queen Latifah      | Hairspray                                                                             |      |     |
| Jill Scott         | Auch Liebe macht mal Ferien (Why Did I Get Married)                                   |      |     |
| Chandra Wilson     | Grey’s Anatomy                                                                        |      |     |
| 2009               |                                                                                       |      |     |
| Taraji P. Henson   | Der seltsame Fall des Benjamin Button (The Curious Case of Benjamin Button)           |      |     |
| Beyoncé            | Cadillac Records und Obsessed                                                         |      |     |
| Angela Bassett     | Emergency Room – Die Notaufnahme und Notorious B.I.G.                                 |      |     |
| Rosario Dawson     | Eagle Eye – Außer Kontrolle und Sieben Leben                                          |      |     |
| Jennifer Hudson    | Die Bienenhüterin (The Secret Life of Bees)                                           |      |     |

### 2010er
| Jahr              | Schauspielerin                                                                | Film(e) | Ref |
| ----------------- | ----------------------------------------------------------------------------- | ------- | --- |
| 2010              |                                                                               |         |     |
| Mo’Nique          | Precious – Das Leben ist kostbar (Precious)                                   |         |     |
| Taraji P. Henson  | Date Night                                                                    |         |     |
| Regina King       | Southland                                                                     |         |     |
| Zoe Saldana       | Avatar und Star Trek                                                          |         |     |
| Gabourey Sidibe   | Precious – Das Leben ist kostbar (Precious)                                   |         |     |
| 2011              |                                                                               |         |     |
| Taraji P. Henson  | Taken from Me: Hölle für eine Mutter (Taken from Me: The Tiffany Rubin Story) |         |     |
| Halle Berry       | Frankie & Alice                                                               |         |     |
| Regina King       | Southland                                                                     |         |     |
| Zoe Saldana       | Sterben will gelernt sein (Death at a Funeral)                                |         |     |
| Kerry Washington  | For Colored Girls – Die Tränen des Regenbogen (For Colored Girls)             |         |     |
| 2012              |                                                                               |         |     |
| Viola Davis       | Extrem laut & unglaublich nah und The Help                                    |         |     |
| Angela Bassett    | Jumping the Broom                                                             |         |     |
| Taraji P. Henson  | Person of Interest                                                            |         |     |
| Regina King       | Southland                                                                     |         |     |
| Zoe Saldana       | Colombiana                                                                    |         |     |
| 2013              |                                                                               |         |     |
| Kerry Washington  | Django Unchained and Scandal                                                  |         |     |
| Angela Bassett    | Betty and Coretta und Olympus Has Fallen                                      |         |     |
| Halle Berry       | The Call                                                                      |         |     |
| Taraji P. Henson  | Person of Interest und Denk wie ein Mann                                      |         |     |
| Gabrielle Union   | Denk wie ein Mann (Think Like a Man)                                          |         |     |
| 2014              |                                                                               |         |     |
| Lupita Nyong’o    | 12 Years a Slave                                                              |         |     |
| Angela Bassett    | American Horror Story: Coven                                                  |         |     |
| Gabrielle Union   | Being Mary Jane                                                               |         |     |
| Kerry Washington  | Scandal                                                                       |         |     |
| Oprah Winfrey     | Der Butler (The Butler)                                                       |         |     |
| 2015              |                                                                               |         |     |
| Taraji P. Henson  | Empire                                                                        |         |     |
| Viola Davis       | How to Get Away with Murder                                                   |         |     |
| Tracee Ellis Ross | Black-ish                                                                     |         |     |
| Gabrielle Union   | Being Mary Jane                                                               |         |     |
| Kerry Washington  | Scandal                                                                       |         |     |
| 2016              |                                                                               |         |     |
| Taraji P. Henson  | Empire                                                                        |         |     |
| Viola Davis       | How to Get Away with Murder                                                   |         |     |
| Tracee Ellis Ross | Black-ish                                                                     |         |     |
| Gabrielle Union   | Being Mary Jane                                                               |         |     |
| Kerry Washington  | Scandal                                                                       |         |     |
| 2017              |                                                                               |         |     |
| Taraji P. Henson  | Hidden Figures und Empire                                                     |         |     |
| Viola Davis       | Fences                                                                        |         |     |
| Janelle Monáe     | Hidden Figures – Unerkannte Heldinnen (Hidden Figures)                        |         |     |
| Issa Rae          | Insecure                                                                      |         |     |
| Gabrielle Union   | Being Mary Jane                                                               |         |     |
| 2018              |                                                                               |         |     |
| Tiffany Haddish   | Girls Trip                                                                    |         |     |
| Angela Bassett    | Black Panther und 9-1-1                                                       |         |     |
| Issa Rae          | Insecure                                                                      |         |     |
| Taraji P. Henson  | Empire                                                                        |         |     |
| Lupita Nyong’o    | Black Panther und Star Wars: Die letzten Jedi                                 |         |     |
| Letitia Wright    | Black Panther                                                                 |         |     |
| 2019              |                                                                               |         |     |
| Regina King       | If Beale Street Could Talk und Seven Seconds                                  |         |     |
| Issa Rae          | Insecure und Little                                                           |         |     |
| Regina Hall       | The Hate U Give und Little                                                    |         |     |
| Taraji P. Henson  | Empire                                                                        |         |     |
| Tiffany Haddish   | The Last O.G.                                                                 |         |     |
| Viola Davis       | How to Get Away with Murder und Widows                                        |         |     |

### 2020er
| Jahr              | Schauspielerin                                           | Film(e) | Ref |
| ----------------- | -------------------------------------------------------- | ------- | --- |
| 2020              |                                                          |         |     |
| Issa Rae          | Insecure, The Photograph &The Lovebirds                  |         |     |
| Angela Bassett    | 9-1-1 und A Black Lady Sketch Show                       |         |     |
| Cynthia Erivo     | Harriet – Der Weg in die Freiheit (Harriet)              |         |     |
| Regina King       | Watchmen                                                 |         |     |
| Tracee Ellis Ross | black-ish                                                |         |     |
| Zendaya           | Euphoria und Spider-Man: Far From Home                   |         |     |
| 2021              |                                                          |         |     |
| Andra Day         | The United States vs. Billie Holiday                     |         |     |
| Angela Bassett    | 9-1-1 und Soul                                           |         |     |
| Issa Rae          | Insecure                                                 |         |     |
| Jurnee Smollett   | Birds of Prey und Lovecraft Country                      |         |     |
| Viola Davis       | How to Get Away with Murder und Ma Rainey’s Black Bottom |         |     |
| Zendaya           | Euphoria und Malcolm & Marie                             |         |     |
| 2022              |                                                          |         |     |
| Zendaya           | Euphoria und Spider-Man: No Way Home                     | [ 2 ]   |     |
| Aunjanue Ellis    | King Richard                                             | [ 2 ]   |     |
| Coco Jones        | Bel-Air                                                  | [ 2 ]   |     |
| Issa Rae          | Insecure                                                 | [ 2 ]   |     |
| Jennifer Hudson   | Respect                                                  | [ 2 ]   |     |
| Mary J. Blige     | Power Book II: Ghost                                     | [ 2 ]   |     |
| Queen Latifah     | The Equalizer                                            | [ 2 ]   |     |
| Quinta Brunson    | Abbott Elementary                                        | [ 2 ]   |     |
| Regina King       | The Harder They Fall                                     | [ 2 ]   |     |

## Mehrfach-Siegerinnen und Nominierte

### Siege
6 Siege
- Taraji P. Henson

3 Siege
- Halle Berry

### Nominierungen
11 Nominierungen
- Angela Bassett
- Taraji P. Henson

8 Nominierungen
- Regina King
- Gabrielle Union

7 Nominierungen
- Halle Berry

6 Nominierungen
- Viola Davis
- Issa Rae
- Kerry Washington

5 Nominierungen
- Queen Latifah

3 Nominierungen
- Jennifer Hudson
- Sanaa Lathan
- Tracee Ellis Ross
- Zoe Saldana
- Zendaya

2 Nominierungen
- Aaliyah
- Tichina Arnold
- Beyoncé
- Vivica A. Fox
- Tiffany Haddish
- Lupita Nyong’o
- Chandra Wilson